# Lista de deputados estaduais de Roraima da 5.ª legislatura
Esta é a lista de deputados estaduais de Roraima eleitos para a legislatura 2007–2011.

## Composição das bancadas
| Partido | Líder             | Bancada | Posição      |
| ------- | ----------------- | ------- | ------------ |
| PSDB    | Marília Pinto     | 4 / 24  | Governo      |
| PL      | Lúcia Peixoto     | 3 / 24  | Governo      |
| PFL     | Célio Wanderley   | 3 / 24  | Governo      |
| PMDB    | Raul Lima         | 2 / 24  | Governo      |
| PPS     | Erci de Moraes    | 2 / 24  | Governo      |
| PTN     | Rodolfo Braga     | 2 / 24  | Governo      |
| PRTB    | Ronaldo Trajano   | 2 / 24  | Independente |
| PRONA   | Remídio da Amatur | 1 / 24  | Oposição     |
| PRP     | Sargento Damosiel | 1 / 24  | Oposição     |
| PTC     | Flamarion Portela | 1 / 24  | Oposição     |
| PDT     | Chicão Silveira   | 1 / 24  | Oposição     |
| PSC     | César Babá        | 1 / 24  | Oposição     |
| PV      | Flávio Chaves     | 1 / 24  | Oposição     |

## Deputados Estaduais
Estavam em jogo 24 cadeiras na Assembleia Legislativa de Roraima.
| Número | Deputados estaduais eleitos | Partido | Votação | Percentual | Cidade onde nasceu | Unidade federativa |
| 22789  | Mecias de Jesus             | PL      | 6.452   | 3,43%      | Graça Aranha       | Maranhão           |
| 45555  | Aurelina Medeiros           | PSDB    | 4.324   | 2,30%      | Morada Nova        | Ceará              |
| 45678  | Marília Pinto               | PSDB    | 4.075   | 2,17%      | Rio de Janeiro     | Rio de Janeiro     |
| 15222  | Raul Lima                   | PMDB    | 3.890   | 2,07%      | Boa Vista          | Roraima            |
| 25789  | Naldo da Loteria            | PFL     | 3.539   | 1,88%      | Pesqueira          | Pernambuco         |
| 56789  | Remídio da Amatur           | PRONA   | 3.241   | 1,72%      | Iporã              | Paraná             |
| 25123  | Jalser Renier               | PFL     | 3.147   | 1,67%      | Boa Vista          | Roraima            |
| 45333  | José Reinaldo               | PSDB    | 3.137   | 1,67%      | Caxias             | Maranhão           |
| 45188  | Chico Guerra                | PSDB    | 3.062   | 1,63%      | Boa Vista          | Roraima            |
| 25456  | Célio Wanderley             | PFL     | 3.043   | 1,62%      | Boa Vista          | Roraima            |
| 22456  | Lúcia Peixoto               | PL      | 3.012   | 1,60%      | Porto de Moz       | Pará               |
| 15123  | Ionilson Sampaio            | PMDB    | 2.912   | 1,55%      | São José do Egito  | Pernambuco         |
| 22345  | Sebastião Portela           | PL      | 2.838   | 1,51%      | Caçador            | Santa Catarina     |
| 44193  | Sargento Damosiel           | PRP     | 2.648   | 1,41%      | Vitorino Freire    | Maranhão           |
| 23234  | Marcelo Cabral              | PPS     | 2.112   | 1,12%      | Boa Vista          | Roraima            |
| 23123  | Erci de Moraes              | PPS     | 2.040   | 1,09%      | Cachoeira do Sul   | Rio Grande do Sul  |
| 19999  | Ivo Som                     | PTN     | 2.018   | 1,07%      | Juazeiro do Norte  | Ceará              |
| 19455  | Rodolfo Braga               | PTN     | 1.725   | 0,92%      | Autazes            | Amazonas           |
| 36789  | Flamarion Portela           | PTC     | 1.703   | 0,91%      | Coreaú             | Ceará              |
| 12111  | Chicão Silveira             | PDT     | 1.522   | 0,81%      | Itapagipe          | Minas Gerais       |
| 20506  | César Babá                  | PSC     | 1.443   | 0,77%      | Boa Vista          | Roraima            |
| 43555  | Flávio Chaves               | PV      | 1.414   | 0,75%      | Boa Vista          | Roraima            |
| 28345  | Ronaldo Trajano             | PRTB    | 1.381   | 0,73%      | Boa Vista          | Roraima            |
| 28456  | Antônio da Sinuca           | PRTB    | 1.347   | 0,72%      | Caiçara            | Paraíba            |